# Noah Hotham
Pour les articles homonymes, voir Hotham.
Pas d'image ? Cliquez ici

a Compétitions nationales et continentales officielles uniquement.

b Matchs officiels uniquement.
Dernière mise à jour le 1 juillet 2024.
Noah Hotham, né le 23 mai 2003 à Hamilton (Nouvelle-Zélande), est un joueur de rugby à XV néo-zélandais. Il joue au poste de demi de mêlée avec les Crusaders en Super Rugby depuis 2023, et avec la province de Tasman en NPC depuis 2021.

## Biographie

### Jeunesse et formation (jusqu'en 2021)
Noah Hotham est né à Hamilton dans la région de Waikato, et grandit dans cette même ville. Il est issu d'un environnement sportif, avec ses parents Nigel et Dianne qui ont été respectivement internationaux néo-zélandais et samoans de touch rugby. Nigel Hotham est aussi l'entraîneur de la réputée équipe de rugby à XV de la Hamilton Boys' High School (en) pendant plus de vingt ans. Noah Hotham est également le frère cadet de Jazmin Felix-Hotham, qui est internationale néo-zélandaise de rugby à sept.
Il pratique dans un premier temps le touch rugby et le football, avant de se focaliser sur le rugby lorsqu'il est âgé d'une dizaine d'années,. Il continue toutefois de pratiquer le touch lors de son adolescence, et fait partie de la sélection provinciale de Waikato. Il représente de même les sélections néo-zélandaises des moins de 16 et 18 ans dans cette discipline,.
Il est scolarisé à la Hamilton Boys' High School, et joue au rugby à XV avec l'équipe de l'établissement entraînée par son père. Évoluant dans un premier temps au poste de centre, il est ensuite replacé d'après les conseils de son père à celui de demi de mêlée, plus adapté à son gabarit et ses qualités physiques. Il joue avec l'équipe première lors de ses deux dernières années de sa scolarité. 
Avec son lycée, il dispute et remporte le Super 8 en 2019,. Plus tard la même année, son équipe échoue en demi-finale du Top 4 (en),,. La même année, il remporte également le tournoi de rugby à sept du Condor Sevens,.
Toujours en 2019, il joue avec la sélection Māori des moins de 18 ans, affrontant la sélection scolaire fidjienne.
En 2020, il remporte à nouveau le Super 8 avec Hamilton BHS, après avoir terminé la saison invaincue,. Néanmoins, sa saison est ensuite brutalement interrompue, puisque le Top 4 est annulé à cause de la pandémie de Covid-19.
À la même période, Hotham représente les équipes jeunes de la province de Waikato et de la franchise des Chiefs,.
En 2020 également, Hotham est sélectionné avec les Barbarians scolaires, qui sont l'équipe réserve de la sélection scolaire néo-zélandaise (en),. Il est alors considéré comme l'un des jeunes joueurs les plus prometteurs de son pays, voire au-delà.
Après avoir terminé le lycée, il décide de suivre des études en sciences appliquées à l'Université d'Otago de Dunedin dans l'Île du Sud. Malgré son talent rugbystique, d'ores et déjà identifié au niveau national, il n'intéresse pas la province locale d'Otago, qui souhaite privilégier les jeunes joueurs locaux à son poste. Il est alors recruté par la province de Tasman dès 2021. Tasman lui permet néanmoins, au début de l'année, de disputer le championnat amateur régional d'Otago avec le club d'Alhambra. Il joue également avec l'équipe des moins de 20 ans des Highlanders lors de cette même année,.

### Début de carrière professionnelle (depuis 2021)
En juillet 2021, Noah Hotham est retenu dans le Development Squad (groupe espoir) de Tasman en prévision du National Provincial Championship (NPC). Il joue son premier match avec l'équipe senior provinciale le 17 octobre 2021, à l'occasion d'un match hors-championnat face à Bay of Plenty. Il joue ensuite son premier match de NPC, le 20 novembre 2021 en tant que remplaçant face à Waikato. Il s'agit de l'unique match qu'il joue lors de cette saison.
Au début de l'année 2022, il continue de faire partie du « programme haute-performance » des Highlanders, et joue avec l'équipe des moins de 20 ans de la franchise. Il est le capitaine de cette équipe.
En juin 2022, il est sélectionné avec l'équipe de Nouvelle-Zélande des moins de 20 ans afin de disputer le championnat junior d'Océanie. Les Baby Blacks remportent avec aise la compétition, après trois larges victoires face aux Fidji, à l'Argentine et l'Australie. Hotham dispute les trois matchs de son équipe, et inscrit deux essais.
Il est par la suite à nouveau retenu dans l'effectif de Tasman pour la saison 2022 de NPC, cette fois en faisant pleinement partie du groupe professionnel. Hotham effectue alors une saison particulièrement remarquée, jouant neuf matchs (dont sept titularisations) et inscrivant sept essais,. Au terme de la saison, il est nommé pour le titre de meilleur jeune joueur du pays, mais se voit finalement devancé par Peter Lakai (en),.
Hautement convoité par plusieurs franchises de Super Rugby, Hotham s'engage finalement pour trois saisons avec les Crusaders, champions en titre, à partir de la saison 2023,. Son recrutement fait suite au départ de l'expérimenté Bryn Hall et de Te Toiroa Tahuriorangi. Il rejoint alors un effectif très compétitif à son poste de demi de mêlée, avec la présence du All Black Mitchell Drummond et de l'ancien international anglais Willi Heinz. Il joue son premier match de Super Rugby le 3 mars 2023 contre les Highlanders, en tant que remplaçant de Drummond. Il marque son premier essai face au Moana Pasifika, lors de la treizième journée. Il joue un total de sept match lors de la saison, dont trois titularisations. Il ne participe pas aux matchs de phase finale, qui voient son équipe remporter un septième titre consécutif,.
En juin 2023, il est à nouveau sélectionné avec la sélection néo-zélandaise des moins de 20 ans afin de participer au Championnat du monde junior en Afrique du Sud. Il dispute cinq matchs, tandis que les Baby Blacks terminent à la septième place du tournoi,.
Lors de la saison 2024 de Super Rugby, les Crusaders, désormais sous la direction Rob Penney (en), connaissent une saison difficile, qui s'achève par une très décevante neuvième place. Dans ce contexte, et malgré son talent reconnu, Hotham n'est titularisé que six fois en onze apparitions, les expérimentés Drummond et Heinz lui étant souvent préféré,,.

## Palmarès

### En franchise
- Vainqueur du Super Rugby en 2023 et 2025 avec les Crusaders.

### En équipe nationale
- Vainqueur du Championnat d'Océanie en 2022 avec l'équipe de Nouvelle-Zélande des moins de 20 ans.